# Dipartimento di General Paz
General Paz è un dipartimento argentino, situato nella parte settentrionale della provincia di Corrientes, con capoluogo Caá Catí.
Esso confina con i dipartimenti di San Luis del Palmar, Berón de Astrada, San Miguel, Mburucuyá e Concepción, e con la repubblica del Paraguay.
Secondo il censimento del 2001, su un territorio di 2.634 km², la popolazione ammontava a 14.775 abitanti, con un aumento demografico del 7,35% rispetto al censimento del 1991.
Il dipartimento comprende 4 comuni: Caá Catí, Itá Ibaté, Lomas de Vallejos e Palmar Grande.